# Pronunciación del griego antiguo en la enseñanza
El griego antiguo ha sido pronunciado de varias maneras por quienes han estudiado literatura griega Antigua en distintas épocas y lugares. Este artículo cubre aquellas pronunciaciones; la reconstrucción erudita moderna de su pronunciación antigua está cubierta en fonología griega antigua.

## Mundo griego
Entre los hablantes de griego moderno, del  Imperio bizantino a la Grecia moderna, Chipre y la diáspora griega, los textos griegos de todas las épocas se han pronunciado siempre según la pronunciación griega local contemporánea, lo que hace fácil reconocer las distintas palabras  escritas de igual o similar manera en distintas épocas. Entre los filólogos clásicos se conoce como  pronunciación reuchliniana, por  Johann Reuchlin.
No obstante, los textos griegos para la educación secundaria reflejan una descripción resumida de la pronunciación reconstruida del griego antiguo. Esto incluye diferenciación entre vocales cortas y largas y entre los distintos acentos, pronunciación del spiritus asper como /h/, de β, γ y δ como los oclusivos y de los diptongos como tal, aunque a menudo no se hace ninguna referencia a la pronunciación de θ, φ, y χ.

## Iglesia ortodoxa oriental
Las facultades de teología y las escuelas relacionadas con o pertenecientes a la Iglesia ortodoxa oriental usaron la pronunciación griega moderna, siguiendo la tradición del Imperio bizantino.

## Enseñanza Renacentista
El estudio del griego en Occidente se extendió considerablemente durante el Renacimiento, en particular después de la caída de Constantinopla en 1453, cuando muchos intelectuales griegos bizantinos se trasladaron a Europa occidental. En esta época los textos griegos eran universalmente pronunciados según la pronunciación medieval que sobrevive intacta hasta la actualidad.
Alrededor de 1486 varios estudiosos notables, como Antonio de Nebrija, Girolamo Aleandro y Aldo Manucio, juzgaron que esta pronunciación no parecía concordar con las descripciones emanadas por los antiguos gramáticos,y sugirieron pronunciaciones alternativas. Este trabajo terminó en el diálogo de Erasmo de Róterdam De rectos latini graecique sermones pronuntiatione (La pronunciación correcta de la lengua latina y griega, 1528). El sistema propuesto en esta obra es llamado pronunciación Erasmiana.
La pronunciación descrita por Erasmo es muy similar a la considerada actualmente por la mayoría de autoridades como la pronunciación auténtica de la Grecia clásica (notablemente el dialecto ático del siglo V a. C.). Sin embargo, el mismo Erasmo de hecho no usó esta pronunciación.

## Inglaterra
En 1540 John Cheke y Thomas Smith se convirtieron en Regius Professors de Cambridge. Propusieron una pronunciación reconstruida de ambos, griego y latín, que fue similar al esquema de Erasmo de Róterdam, a pesar de que derivó independientemente, y esta acabó adoptada en la academia.
Poco después de las reformas de Cheke y Smith, el idioma inglés experimentó el gran desplazamiento vocálico que cambió los valores fonéticos asignados a las "vocales largas" inglesas en particular. Los mismos cambios afectaron la pronunciación inglesa de griego, la cual así devenía diferente del original griego antiguo, y también de griego cuando era pronunciado en otros países occidentales.
Otra peculiaridad de la pronunciación inglesa del griego antiguo ocurrió a raíz del trabajo de Isaac Vossius, quien sostuvo en un tratado anónimo publicado que los acentos escritos del griego no reflejaban la pronunciación original. Además, Henninus (latinización de Heinrich «Henning») publicó Dissertatio Paradoxa en la cual afirmó que la acentuación en el griego antiguo tenía que seguir los mismos principios que en latín. Este punto de vista es considerado ahora universalmente erróneo. Es generalmente aceptado que la sílaba acentuada en griego antiguo es la única que lleva el acento escrito, aunque la mayoría de las autoridades consideran que este fue un acento tonal, a diferencia del acento intensivo del griego moderno. La teoría de Henninian ha afectado a la pronunciación enseñada en los colegios en el Reino Unido y Países Bajos, a pesar de que  ha sido rechazada en Estados Unidos y otros países.
Es así como a la mitad del siglo XIX, la pronunciación del griego Antiguo en los colegios británicos era bastante diferente no solo del griego moderno, sino también de la pronunciación reconstruida de griego antiguo, y de la pronunciación utilizada en otros países. La Asociación Clásica por tanto promulgó una pronunciación nueva como describe W. Sidney Allen en 1987, basada en la pronunciación antigua reconstruida, la cual está ahora generalmente en uso en las academias británicas.
Los diptongos siguientes se pronuncian de modo parecido a los diptongos italianos escritos:
- αυ = [au]
- οι = [oi]
- ει = [ei]
- υι = [ɥi]
- αι = [ai]